# Coenobela joha
Coenobela joha är en fjärilsart som beskrevs av Druce 1898. Coenobela joha ingår i släktet Coenobela och familjen nattflyn. Inga underarter finns listade i Catalogue of Life.